# Bastien Vautier
Bastien Vautier, né le 15 novembre 1998 à Noisy-le-Grand, est un joueur français de basket-ball évoluant au poste de pivot.

## Biographie

### Jeunesse
Il pratique dans sa jeunesse le football, le badminton, la natation, le tennis. Il débute le basket à 13 ans à Rozay-en-Brie, en région parisienne.

### Carrière professionnelle

#### SLUC Nancy (2014-2017)
Après un passage à Marne-la-Vallée, il intègre le centre de formation du SLUC Nancy. En 2016, il remporte avec le SLUC Nancy le championnait Espoirs et le Trophée du Futur

#### Caen Basket Calvados (2017-2018)
Le 12 juillet 2017, il est prêté par Nancy au Caen Basket Calvados.

#### Retour au SLUC Nancy (2018-2021)

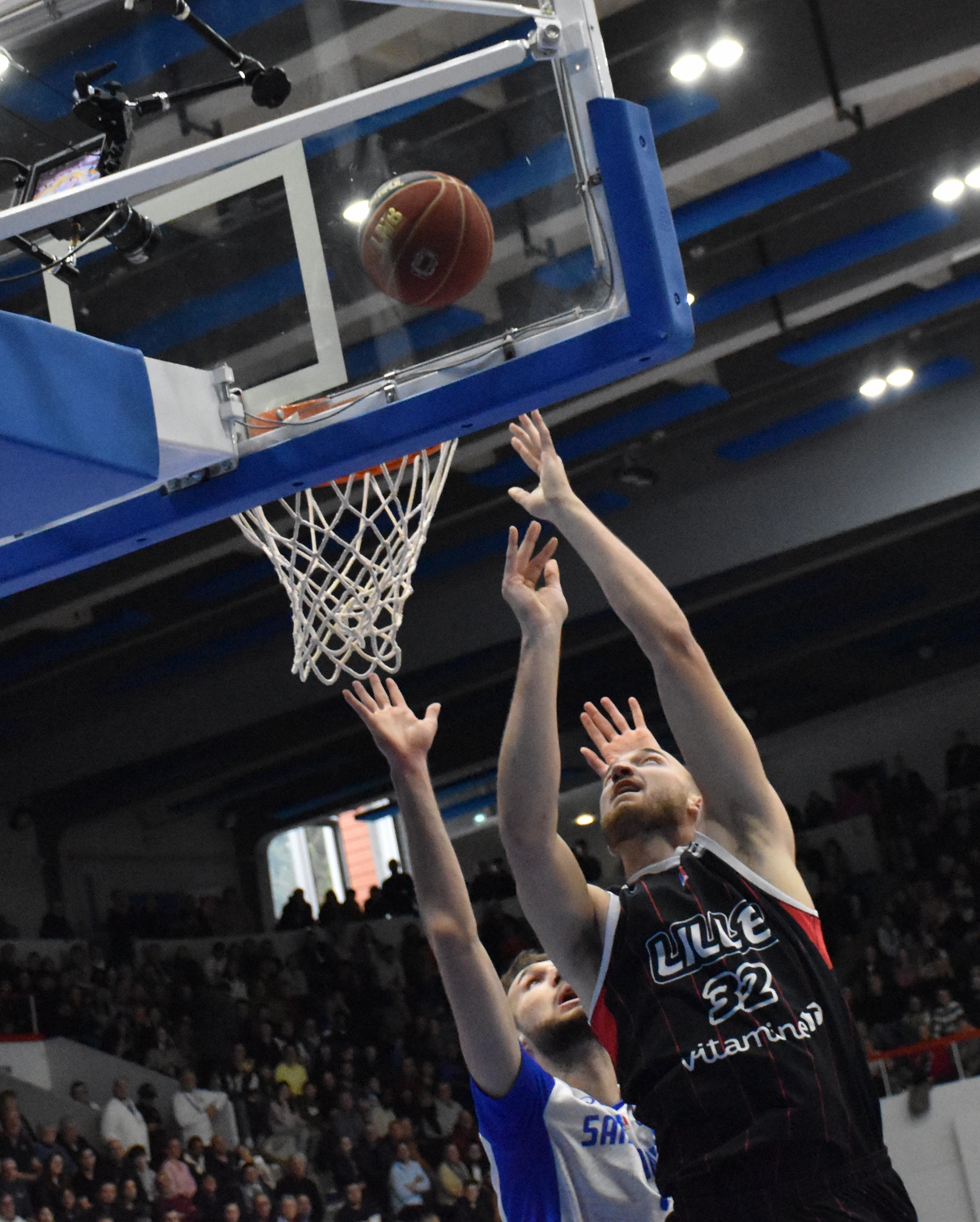
Bastien Vautier N°32 au panier contre Saint-Quentin le 12 février 2023.

Le 19 mai 2018, le SLUC Nancy fait revenir Bastien Vautier pour participer aux playoffs de Pro B.
Le 23 avril 2019, il se présente à la draft 2019 de la NBA.
Le 5 avril 2021, il se rompt les ligaments croisés du genou gauche.

#### UJAP Quimper (2021-2022)
Le 7 janvier 2022, après neuf mois écarté des parquets en raison de sa blessure, il s'engage avec l'UJAP Quimper jusqu'à la fin de saison 2021-2022.

#### Lille Métropole Basket Club (2022-2023)
Le 7 juin 2022, il signe un contrat d'un an avec le Lille Métropole Basket Club. Il réalise une année de très grande qualité au sein du championnat Pro B : premier du championnat à l’évaluation, 5e meilleur marqueur, 5e meilleur rebondeur et joueur le plus efficace aux tirs. Un impact massif qui l’emmène dans le cinq idéal de la saison, et qui montre la voie à une équipe de Lille qui finit 4e au classement final.

#### ESSM Le Portel (2023-2024)
Le 29 mai 2023, il signe un contrat avec l'ESSM Le Portel. Il réalise un début de championnat de grande qualité : il est le meilleur marqueur français du championnat à la mi-saison (15,6 points et 5,5 rebonds après 13 journées de championnat).

#### Cholet Basket (2024-2025)
Le 6 juin 2024, Vautier signe avec le Cholet Basket pour deux saisons.

#### ASVEL Lyon-Villeurbanne (depuis 2025)
Il s'engage pour deux saisons avec l'ASVEL Lyon-Villeurbanne, qui participe à l'Euroligue.

### Sélection nationale

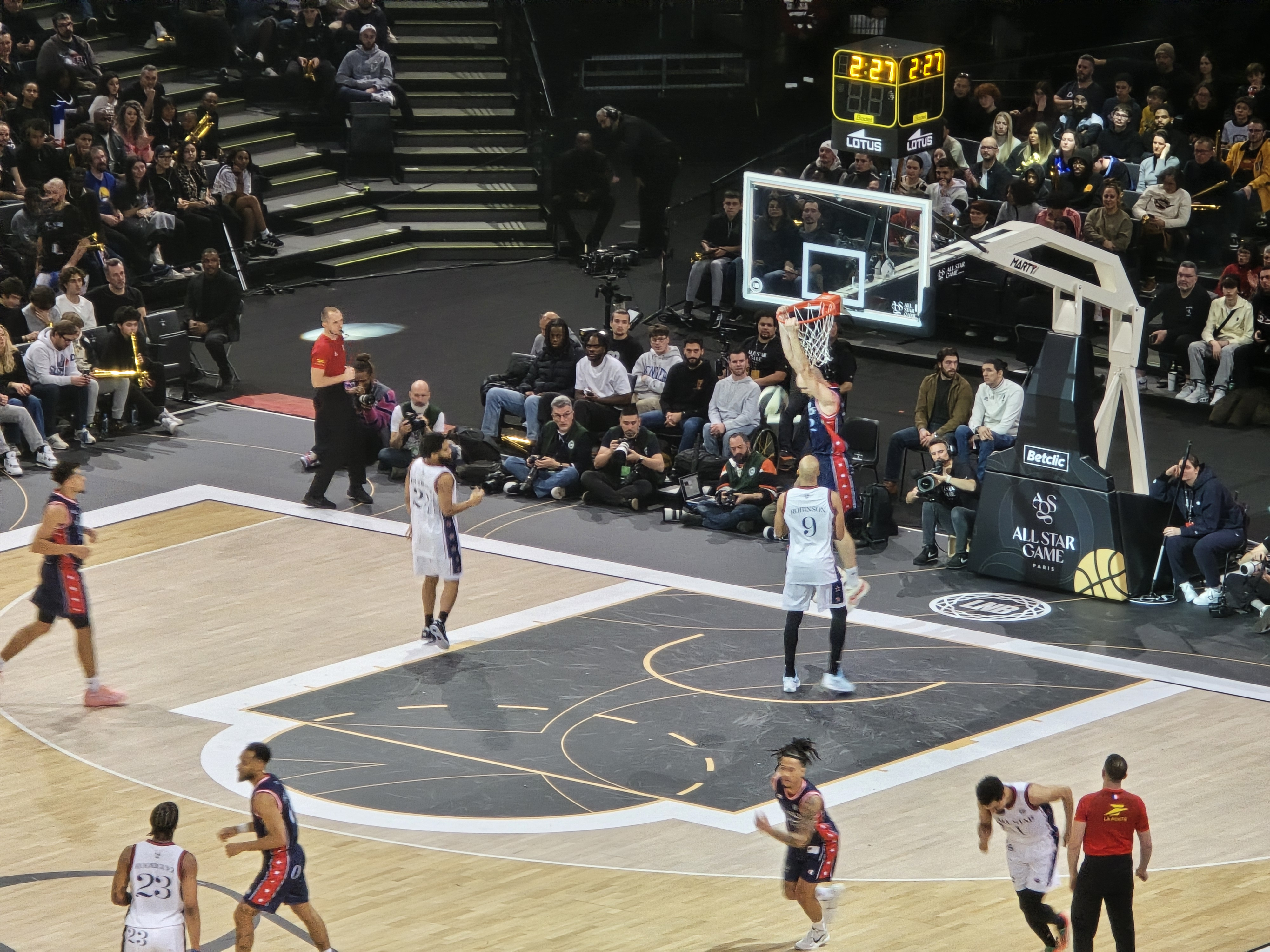
Bastien Vautier lors du All-Star Game LNB 2024.

Le 22 décembre 2016, il est champion d'Europe U18 avec l'équipe de France.

## Clubs successifs
- 2014-2017 :  SLUC Nancy (Pro A)
- 2017-2018 :  Caen BC (Pro B)
- 2018-2021 :  SLUC Nancy (Pro B)
- 2021-2022 :  UJAP Quimper (Pro B)
- 2022-2023 :  Lille MBC (Pro B)
- 2023-2024 :  ESSM Le Portel (Jeep Élite)
- 2024-2025 :  Cholet Basket (Jeep Élite)
- depuis 2025 :  ASVEL Lyon-Villeurbanne (Jeep Élite)

## Palmarès

### En club
- Champion de France Espoirs avec Nancy en 2016 (Turquie)
- 7e à la Coupe du Monde U19 en 2017 (Égypte)
- 3e au Championnat d’Europe U20 en 2017 (Grèce)

### En équipe nationale
- Vainqueur de l'EuroBasket U18 2016